# Архиепархия Медельина
Архиепархия Медельина (лат. Archidioecesis Medellensis) — архиепархия Римско-Католической церкви с центром в городе Медельин, Колумбия. В митрополию Медельина входят епархии Калдаса, Хирардота, Херико, Сонсон-Рионегро. Кафедральным собором архиепархии Медельина является церковь Непорочного Зачатия Пресвятой Девы Марии..

## История
4 февраля 1868 года Святой Престол издал декрет «Apostolici ministerii», которым учредил епархию Медельина, выделив её из епархии Антиокии (сегодня — Архиепархия Санта-Фе-де-Антиокии). В этот же день епархия Медельина вошла в митрополию Боготы. 16 апреля 1875 года епархии Медельина была передана часть территории епархии Антиокии.
11 апреля 1900 года епархия Медельина передала часть своей территории для образования новой епархии Манисалеса (сегодня — Архиепархия Манисалеса).
24 февраля 1902 года епархия Медельина была возведена в ранг архиепархии.
18 марта 1957 года, 18 июня 1988 года архиепархия Медельина передала часть своей территории для образования новым епархиям Сонсона (сегодня — Епархия Сонсон-Рионегро), Калдаса и Хирардота.

## Ординарии архиепархии
- епископ Valerio Antonio Jiménez (13.03.1868 — 29.03.1873);
- епископ José Joaquín Isaza Ruiz (29.03.1873 — 29.12.1874);
- епископ José Ignacio Montoya Palacio (17.04.1876 — 16.07.1884);
- епископ Bernardo Herrera Restrepo (27.03.1885 — 4.06.1891) — назначен архиепископом Санта-Фе в Новой Гранаде;
- архиепископ Joaquín Pardo Vergara (22.01.1892 — 14.11.1904);
- архиепископ Manuel José Cayzedo Martínez (14.12.1905 — 22.06.1937);
- архиепископ Tiberio de Jesús Salazar y Herrera (22.06.1937 — 1942);
- архиепископ Joaquín García Benítez C.I.M. (14.05.1942 — 28.09.1957);
- архиепископ Tulio Botero Salazar C.M. (8.12.1957 — 2.06.1979);
- кардинал Альфонсо Лопес Трухильо (2.06.1979 — 9.01.1991);
- архиепископ Héctor Rueda Hernández (7.11.1991 — 13.02.1997);
- архиепископ Alberto Giraldo Jaramillo P.S.S. (13.02.1997 — 16.02.2010);
- архиепископ Рикардо Антонио Тобон Рестрепо (16.02.2010 — по настоящее время).

## Источник
- Annuario Pontificio, Libreria Editrice Vaticana, Città del Vaticano, 2003, ISBN 88-209-7422-3  (лат.)
- Декрет Apostolici ministerii, Pii IX Pontificis Maximi Acta. Pars prima, Vol. V, Romae 1871, стр. 359
- Per la data di elezione del vescovo Montoya Peláez, Diálogo, стр. 71  (исп.)
- G. de Hoyos, Per la data di morte del vescovo Montoya Peláez, Guia ilustrada de Medellín, 1916  (исп.)